# Франконвил (Долина Оазе)
Франконвил (фр. Franconville (Val-d'Oise)) је насељено место у Француској у региону Париски регион, у департману Долина Оазе.
По подацима из 2011. године у општини је живело 33.512 становника, а густина насељености је износила 5413,89 становника/km².

## Демографија
| 1962.  | 1968.  | 1975.  | 1982.  | 1990.  | 2011.  |
| ------ | ------ | ------ | ------ | ------ | ------ |
| 11.185 | 16.205 | 24.231 | 32.948 | 33.802 | 33.512 |